# Теперь я босс
«Теперь я босс» — российская развлекательно-познавательная телепрограмма в жанре реалити-шоу. Выходило на телеканале «Пятница!» с апреля 2018 года.

## Описание
Начинающий и опытный предприниматели из одной сферы меняются местами ровно на три дня. Новичок узнает, каково это — управлять большой компанией, а также получит полезные советы по ведению бизнеса от старших коллег по цеху. Опытные бизнесмены вспомнят начало пути и поделятся опытом с начинающими.
«Теперь Я Босс! Своего дела» — это совместный проект телеканала «Пятница!» и Сбера. Программа выходит на телеканале «Пятница!», медиа ресурсе СберБизнес Live и на YouTube-канале «Теперь Я Босс!».
Первый сезон шоу на ТВ и в интернете посмотрели более 20 млн человек. По данным Mediascope, в городах с населением более 100 тыс. человек среди аудитории старше четырех лет первый сезон шоу посмотрели 9,2 млн человек, из них 5,5 млн в возрасте от 25 до 55 лет — целевая аудитория проекта.
Реалити-шоу выходит в онлайн-кинотеатрах: Megogo, Ivi, Окко.
Автором формата, а также креативным продюсером и сценаристом проекта является Борис Волков. 

## Герои шоу

### Теперь Я Босс!

#### Первый сезон
| Номер эпизода | Дата выхода эпизода | Название эпизода                                                                                    | Опытный герой                          | Герой от малого бизнеса                    |
| 1             | 26.04.2018          | Как за 3 дня разрушить барбершоп TOPGUN                                                             | Алексей Локонцев (TOPGUN)              | Ника Имерлишвили (барбершоп в Звенигороде) |
| 2             | 03.05.2018          | Теперь Я Босс! BURGER HEROES больше не короли на рынке бургеров?                                    | Игорь Подстрешный (BurgerHeroes)       | Дмитрий Малагин                            |
| 3             | 10.05.2018          | Что будет с Black Star Wear без Пашу?                                                               | Павел Курьянов (#Пашу)                 | Антон Маетный                              |
| 4             | 17.05.2018          | Как заработать на кофе? Рецепт Анны Цфасман, руководителя Даблби                                    | Анна Цфасман (Даблби)                  | Виолетта Антониади                         |
| 5             | 23.05.2018          | Кто пилит в трендах? ПИLКИ VS Chin Chin. Как Event с Марией Новосад поднимает бьюти бизнес с колен? | Маргарита Анттонен (ПИLКИ)             | Алия Буссель                               |
| 6             | 30.05.2018          | Alex Fitness vs Рим-Атлетик: чьи мускулы крепче?                                                    | Алексей Ковалёв (Alex Fitness)         | Жанна Малхосьянц                           |
| 7             | 07.06.2018          | Даниловский рынок VS фермерская лавка в Балашихе: чьи продукты вкуснее?                             | Андрей Загребелько (Даниловский рынок) | Анастасия Герман                           |
| 8             | 21.06.2018          | Шератон Палас VS убыточный отель в Клину. Как создать прибыльный гостиничный бизнес?                | Владимир Поддубко (Шератон Палас)      | Ирина Антипова                             |
| 9             | 25.06.2018          | Выйти на сетевых клиентов за 3 дня! Владелец компании Венский цех знает, как это сделать            | Маргарита Данелия (Венский цех)        | Татьяна Громова                            |
| 10            | 02.07.2018          | Как делать самое вкусное мороженое? Рецепт Романа Лолы, президента компании Айсберри                | Роман Лола (Айсберри)                  | Гайк Акопян                                |

#### Второй сезон
| Номер эпизода | Дата выхода эпизода | Название эпизода                                                                                    | Опытный герой                                 | Герой от малого бизнеса        |
| 1             | 11.10.2018          | Как заработать миллионы на пицце? Федор Овчинников, основатель Додо пицца, научит                   | Федор Овчинников (Додо Пицца)                 | Екатерина Дорошина             |
| 2             | 18.10.2018          | Милорд VS Happy Pets. Как разбогатеть на груминге и салонах красоты для домашних животных?          | Денис Васильев (Милорд)                       | Елена Ковязина                 |
| 3             | 25.10.2018          | Танец на миллион! Основатели GallaDance покажут, как построить успешную сеть танцевальных студий    | Алексей Миндель и Ольга Панченко (GallaDance) | Елена Коженова                 |
| 4             | 03.11.2018          | Миллионы на производстве и продаже обуви. Вице-президент Эконики покажет, как нужно вести бизнес    | Сергей Саркисов (Эконика)                     | Андрей Жакевич                 |
| 5             | 08.11.2018          | Красивый бизнес! Игорь Стоянов, владелец имидж-лаборатории Персона, научит зарабатывать             | Игорь Стоянов (Персона)                       | Андрей Ромашов и Илона Янайтис |
| 6             | 27.11.2018          | Каршеринг шагает по России! Основатель МатрёшCar покажет, как нужно строить бизнес в регионах       | Левдик-Занаревский Матвей (МатрёшCar)         | Антон Сильнягин                |
| 7             | 29.11.2018          | Успех в ресторанном бизнесе! Директор ресторана «Хозяин тайги» научит зарабатывать на высокой кухне | Анатолий Ващенко («Хозяин тайги»)             | Эльмира Атакишиева             |
| 8             | 06.12.2018          | Битва за красоту детей! Создатель бренда Orby покажет, как зарабатывать на детской одежде           | Татьяна Копнина (Orby)                        | Татьяна Крекшина               |
| 9             | 13.12.2018          | Японская кухня! Основатель «Тануки» Александр Орлов покажет, как построить бизнес-империю на суши   | Александр Орлов («Тануки»)                    | Алексей Цой                    |
| 10            | 23.12.2018          | Как разбогатеть на татуировках? Основатели тату-студии My Way научат                                | Алексей Мокров и Сергей Сташков (My Way)      | Анатолий Бабаян                |

#### Третий сезон
| Номер эпизода | Дата выхода эпизода | Название эпизода                                                                                     | Опытный герой                                     | Герой от малого бизнеса |
| 1             | 11.04.2019          | Анфиса Чехова возглавляет бренд «Sela»! Как заработать миллионы на одежде?                           | Борис Остроброд («Sela»)                          | Анфиса Чехова           |
| 2             | 18.04.2019          | Фитнес для людей! Как построить успешный бизнес на фитнесе? Рассказывает основатель сети X-Fit       | Ирина Троска (X-Fit)                              | Александр Чердаков      |
| 3             | 25.04.2019          | Невеста на миллион. Владелец сети «To be bride» покажет, как создать успешный свадебный салон        | Елена Преображенская («To be bride»)              | Екатерина Евсина        |
| 4             | 06.05.2019          | МОНЕ VS AI Lab. Битва салонов красоты. Александр Глушков научит Айзу Анохину строить красивый бизнес | Александр Глушков (МОНЕ)                          | Айза Анохина            |
| 5             | 17.05.2019          | Как превратить придорожное кафе в успешный ресторан? Рецепт Алексея Васильчука                       | Алексей Васильчук («Restoran Vasilchuk Brothers») | Юрий Воронин            |
| 6             | 24.05.2019          | Мосцветторг VS крошечный магазин цветов в Анапе. Как заставить цветочный бизнес работать?            | Оксана Зекова (Мосцветторг)                       | Алена Агарина           |
| 7             | 30.05.2018          | Как построить бизнес-империю на хостелах? Владелец сети Like расскажет, как вести этот бизнес        | Рустам Аюпов (Like)                               | Настя Разуваева         |
| 8             | 06.06.2018          | Только натуральная косметика! Владелец Natura Siberica покажет, как создать бизнес-империю           | Андрей Трубников (Natura Siberica)                | Екатерина Карпова       |
| 9             | 13.06.2018          | «Правда кофе» VS «Кофе Бюро». Чей бизнес крепче?                                                     | Филипп Лейтес («Правда кофе»)                     | Ясмина Муратович        |
| 10            | 20.06.2018          | Как заработать на производстве сыра? Наследник агрохолдинга «Лукоз» научит!                          | Тарас Кожанов («Лукоз»)                           | Дарья Гришина           |

#### Четвертый сезон
| Номер эпизода | Дата выхода эпизода | Название эпизода                                                                                    | Опытный герой                                                         | Герой от малого бизнеса         |
| 1             | 10.10.2019          | Правильный спа-салон. Владелец сети «ТайРай» покажет, как должен выглядеть настоящий Spa.           | Евгений Сабуров («ТайРай»)                                            | Маргарита Буравлева             |
| 2             | 17.10.2019          | Как превратить любимое дело в бизнес? Владелица «Бэби клуб» покажет, как прокачать детский центр.   | Юрий и Евгения Белонощенко («Бэби клуб»)                              | Диана Семёновых                 |
| 3             | 24.10.2019          | Строим красивый бизнес. Совладелица сети «Nail Sunny» покажет, как создать правильный салон красоты | Элеонора и Арина Мовсисян («Nail Sunny»)                              | Георгий Таждынов                |
| 4             | 31.10.2019          | Как из сельского магазина сделать процветающий супермаркет? Топ-менеджер «Metro Cash&Carry» научит. | Юлия Жданова («Metro Cash & Carry»)                                   | Алексей Кудряшо                 |
| 5             | 28.11.2019          | Кто истинный король бургеров? Юрий Левитас против Игоря Подстрешного.                               | Юрий Левитас («Black Star Foods») Игорь Подстрешный («Burger Heroes») | Жанна Твердохлеб Родион Леденёв |
| 6             | 05.12.2019          | Правильное питание в каждый дом! Основательница компании BITE научит зарабатывать миллионы на ПП.   | Елена Шифрина («BioFoodLab»)                                          | Константин Романков             |
| 7             | 12.12.2019          | Киберспорт не для слабаков! Как разбогатеть на компьютерных клубах?                                 | Дмитрий Лукин (F5)                                                    | Никита Сычев                    |
| 8             | 19.12.2019          | Как сделать из гаражной мастерской крутой автосервис? Владелица Вилгуд покажет!                     | Барно Турсунова («ВилГуд»)                                            | Сергей Конищев                  |
| 9             | 14.03.2020          | Как заработать на пекарне и не погрязнуть в долгах? Владелица Хлеб Насущный научит.                 | Гоар Грагоссян («Хлеб Насущный»)                                      | Анна Батурина                   |
| 10            | 19.03.2020          | Как превратить арт-лавку в шоколадную империю? Шоколадная королева Конфаэль покажет!                | Ирина Эльдарханова(«Конфаэль»)                                        | Игорь Рубанов                   |

#### Пятый сезон
| Номер эпизода | Дата выхода эпизода | Название эпизода                                                                                  | Опытный герой                                             | Герой от малого бизнеса       |
| 1             | 20.08.2020          | Как заработать миллионы на доставке еды? Основатель компании «Elementaree» покажет                | Ольга Зиновьева («Elementaree»)                           | Сергей Лукин                  |
| 2             | 27.08.2020          | Как создать лучший онлайн-университет? Основатель компании Нетология-групп научит!                | Максим Спиридонов («Нетология-групп»)                     | Валерия Ткаченко              |
| 3             | 17.09.2020          | Как превратить стартап в империю детских игрушек? Генеральный директор TOY.RU расскажет!          | Александр Смирнов («TOY.RU»)                              | Алеся Францева                |
| 4             | 24.09.2020          | Как создать самую инновационную империю стройматериалов? Генеральный директор Петрович поможет!   | Евгений Мовчан (Петрович)                                 | Семен Шульгов                 |
| 5             | 01.10.2020          | Модная империя Lamoda. Дымоход — сколько стоит шмот? Как прокачать маленький дизайнерский шоурум? | Юлия Никитина («Lamoda»)                                  | Дарья Серова                  |
| 6             | 08.10.2020          | Как сделать лучшую мебель в России? Президент Аскона покажет!                                     | Роман Ершов («Askona Life Group»)                         | Александр Максимов            |
| 7             | 17.12.2020          | Битва Рестораторов! Дмитрий Левицкий против Дмитрия Зотова                                        | Дмитрий Левицкий ("HURMA") Дмитрий Зотов ("Zotman pizza") | Алексей Щеглов Геворг Артюнян |

#### Шестой сезон
| Номер эпизода | Дата выхода эпизода | Название эпизода                                                                                   | Опытный герой                                                                | Герой от малого бизнеса                                                   |
| 1             | 22.04.2021          | Баттл барбершопов! Кто круче? BORODACH vs ФРАНТ.                                                   | Антон Василенко ("BORODACH") Дмитрий Андреев ("ФРАНТ")                       | Дарья Трохина Ян Филимонов                                                |
| 2             | 29.04.2021          | Территория фитнеса против World Class. Баттл Фитнес клубов!                                        | Николай Прянишников ("World Class") Александр Колмыков («Территория фитнеса) | Иван и Елена Волковы ("Bomba Gym") Дмитрий Тюрина («Joy фитнес»)          |
| 3             | 13.05.2021          | Кто лучше прокачает бренд одежды? Юность vs 21Shop. В гостях – Боня, в жюри – Айза, Надин Серовски | Антон Тюленев ("Юность") Михаил Лабахуа ("21Shop", «Запорожец»)              | Тимур Абдуллаев ("Murmurizm") Вера Богданова ("Rhinoclothes")             |
| 4             | 20.05.2021          | Додо Пицца vs Pizza 22 см. Чему научит Федор Овчинников? Эксперт – Дмитрий Зотов.                  | Федор Овчинников («Додо Пицца») Эльдар Кабиров («Pizza 22 см»)               | Виктор и Анастасия Петровские ("Happy") Иван Энрико Дамо («Пульчинелла»)  |
| 5             | 03.06.2021          | 4 Hands vs MOHITO. Прокачиваем маникюрный бизнес. Неожиданный финал?!                              | Татьяна Шутов («4 Hands) Кристина Сержпинская ("MOHITO")                     | Михаил Поверин и Юлия Бичуль («Secret») Татьяна Колесникова («Перламутр») |
| 5             | 04.08.2021          | Как изготавливают российское вино? Строим правильный бизнес с «Кубань-вино».                       | Евгений Емельянов («Кубань-вино»)                                            | Сергей Сердюк («Дача Сердюка»)                                            |

### Теперь Я в Деле!
| Номер эпизода | Дата выхода эпизода | Название эпизода                                                                                  | Эксперты                                                                        | Герой от малого бизнеса                      |
| 1             | 27.02.2020          | Теперь Я в Деле! Как начать зарабатывать на кондитерских изделиях?                                | Владимир Герасичев, Михаил Смолянов, Алексей Иванов, Игорь Манн, Вадим Дозорцев | Анна Михайличенко («Сладкое счастье»)        |
| 2             | 02.03.2020          | Мужской маникюр в Челябинске?! Теперь Я в Деле!                                                   | Владимир Герасичев, Михаил Смолянов, Алексей Иванов, Игорь Манн, Вадим Дозорцев | Наталья Бубенцова («LAKI»)                   |
| 3             | 10.03.2020          | Рецепт денег на сыре. Теперь Я в Деле!                                                            | Владимир Герасичев, Михаил Смолянов, Алексей Иванов, Игорь Манн, Вадим Дозорцев | Игорь Виноградов («КоКо»)                    |
| 4             | 16.03.2020          | Шиномонтаж на колесах! Хранение шин как бизнес. Теперь Я в Деле!                                  | Владимир Герасичев, Михаил Смолянов, Алексей Иванов, Игорь Манн, Вадим Дозорцев | Максим Чевозёров («Kolecity»)                |
| 5             | 23.03.2020          | Бизнес на шумоизоляции авто. Теперь Я в Деле!                                                     | Владимир Герасичев, Михаил Смолянов, Алексей Иванов, Игорь Манн, Вадим Дозорцев | Сергей Новоселов («Mr.Wolf»)                 |
| 5             | 30.03.2020          | Кролик удачи: как разбогатеть на керамических изделиях, сделанных своими руками? Теперь Я в Деле! | Владимир Герасичев, Михаил Смолянов, Алексей Иванов, Игорь Манн, Вадим Дозорцев | Полина Кириченко и Илья Бутов («Claystreet») |
| 6             | 01.04.2020          | Бизнес на мясных деликатесах и полуфабрикатах! Дело в мясе? Теперь Я в Деле!                      | Владимир Герасичев, Михаил Смолянов, Алексей Иванов, Игорь Манн, Вадим Дозорцев | Александр Черничкин («Дело в мясе)           |
| 7             | 06.08.2020          | Большой кофейный бизнес! Как сократить убытки кофейни? Теперь Я в Деле!                           | Владимир Герасичев, Михаил Смолянов, Алексей Иванов, Игорь Манн, Вадим Дозорцев | Антон Горестов («PrimeTime»)                 |
| 8             | 12.08.2020          | Как выбрать лодочный мотор? Водомоторная техника. Теперь Я в Деле!                                | Владимир Герасичев, Михаил Смолянов, Алексей Иванов, Игорь Манн, Вадим Дозорцев | Константином Пашковым («Акватория Юга»)      |

### Бизнес на удалёнке
| Номер эпизода | Дата выхода эпизода | Название эпизода                                                                                     | Представители крупного бизнеса | Представители малого бизнеса |
| 1             | 10.04.2020          | Алексей Пивоваров. Что с бизнесом на удалёнке: Додо пицца, Setters, Black Star, Эконика, Bite,Вилгуд | Фёдор Овчинников (Додо Пицца); Евгений Давыдов (Setters); Елена Шифрина (Bite); Павел Курьянов (Black Star); Сергей Саркисов (Эконика); Барно Турсунова (ВИЛГУД).                                                | Александр Мартынов (Ровесник БАР); Владимир Хабаров ("Мама испекла"), Елизавета Соколова ("Barbarella"), Екатерина Коваль («Розетка и Кофе»), Евгения Копытина («Секта»), Кирилл Семеновых ("INFAMILY")                        |
| 2             | 14.04.2020          | Ресторанный бизнес на удалёнке: Black Star Burger, Винный Базар, Альянс «РЕАЛ». Алексей Пивоваров.   | Дмитрий Левицкий («РЕАЛ»), Анатолий Ващенко («BELLINI GROUP»), Дарья Лисиченко («ГОРОД-САД»), Юрий Левитас («BLACK STAR BURGER») ,Андрей Сафронюк («ONE&DOUBLE»), Евгения Качалова («BAZAR FAMILY»)              | Валерия Шулюмова ("TILDA Food&Bar»), Руслан Абубакиров («МАФИЯ ДОНАТС»), Дарья Сонькина («ДАШИНЫ ПИРОЖКИ»), Сергей Воробьев («SIBEER»), Олег Барсуков («БАРСУКОВ.РФ»)                                                          |
| 3             | 18.04.2020          | Ритейл на удалёнке: Азбука вкуса, ВкусВилл, Ozon, 12 STOREEZ, Долина Лефкадия. Алексей Пивоваров     | Михаил Николаев («Долина Лефкадия»), Олег Лыткин («Азбука вкуса»), Георгий Яшин («ZNY») ,Евгений Римский («Вкусвилл»), Мария Заикина («Ozon»), Иван Хохлов («12 STOREEZ»)                                        | Константин Жабин («Честнок»), Нина Мотолова («Мотолова»), Арина Боганова (бренд «Arina Boganova»), Елена Евтеева («Покровская»), Флоранс Жерве Д’альден («Фея розы»)                                                           |
| 4             | 21.04.2020          | Бизнес услуг на удаленке: Нетология, Skyeng, DocDoc, Бэби-клуб, Собака-гуляка. Алексей Пивоваров     | Максим Спиридонов («Нетология-групп»), Наталья Шипшилей («Собака-гуляка»), Евгения Белонощенко («Бэби-клуб»), Александр Ларьяновский («Skyeng»), Дарья Гоц («Groom»), Дмитрий Петрухин («DocDoc»)                | Артур Хамидуллин («Онлайн Дом»), Андрей Гречко («LUDI»), Дарья Бояркина («MADISON KIDS»), Роман Щукин («ЦЕХ»), Антон Чупин («SAFE»)                                                                                            |
| 5             | 24.04.2020          | Фитнес и бьюти индустрии на удаленке: Alex Fitness, Пилки, Тайрай, Nike+. Алексей Пивоваров          | Маргарита Анттонен («ПИLКИ»), Евгений Сабуров («Тайрай»), Вячеслав Дайчев (эксперт в области фитнеса), Игорь Стоянов («Персона»), Алексей Ковалев («ALEX FITNESS»), Александра Боярская («Nike+»)                | Анна Серикова («BEAUTY MANUFACTURA»), Евгений Бачурин («FITMESTUDIO»), Карина Корниенко («BODY MIND»), Евгений Федотов («РУЧКИ-НОЖКИ»), Ольга Еланская («TOP PILATES»), Арина Устинова ( «WELLNESS»), Марина Белкина («SAXAP») |
| 5             | 28.04.2020          | Производство на удаленке: Natura Siberica, Праймбиф, Orby, Сернурский сырзавод. Алексей Пивоваров    | Татьяна Копнина («Orby»), Тарас Кожанов («Сернурский сырзавод»), Андрей Трубников (Natura Siberica»), Андрей Ниценко («Праймбиф»), Дмитрий Лашин («ЛипецкАгро»), Алексей Кеменов («Московской кофейни на паяхъ») | Александр Черничкин («ДЕЛО В МЯСЕ»), Илья Калинин («FACT»), Станислав Куртышев («ЛИСИЧКИН ХЛЕБ»), Ольга Соколова («ТЕРАПИ»), Михаил Жаглин («REDNECK WARE»)                                                                    |

### Прокачай свой ресторан
| Номер эпизода | Дата выхода эпизода | Название эпизода                                                           | Эксперт          | Герой от малого бизнеса        |
| 1             | 28.12.2019          | Прокачай свой ресторан. Дон Кихот из Павшинской поймы. Дмитрий Левицкий    | Дмитрий Левицкий | Ричард (Пиццерия)              |
| 2             | 25.03.2020          | Прокачай свой ресторан. Русская кухня на свежем воздухе. Дмитрий Левицкий. | Дмитрий Левицкий | Екатерина Осипова («SAMOVAR»)  |
| 3             | 04.04.2020          | Фермеры открыли ресторан? Прокачай свой ресторан. Дмитрий Левицкий.        | Дмитрий Левицкий | Леонид и Виктор Цои («МОЛОКО») |

Кроме известных предпринимателей в каждом сезоне шоу участвуют успешные блогеры: они помогают малому бизнесу внедрять новое бизнес-решение. В первом сезоне передачи приняли участие Алексей Пивоваров («Редакция»), Татьяна Мингалимова («Нежный редактор»), певица Рита Дакота, Макс Брандт, Константин Павлов, Мария Новосад.

## СберБизнес Live
СберБизнес Live — медиа для предпринимателей и самозанятых, где публикуются новые выпуски шоу «Теперь Я Босс! Своего дела». Как и шоу, ресурс запустился в апреле 2018 года под названием «Своё дело». В сентябре 2020 года переименован в СберБизнес Live.

## Награды
- 2019 год — серебряная кнопка Youtube
- 2019 год — премия «ТЭФИ 2019» в номинации «Телепрограмма».
- 2020 год — премия «ТЭФИ 2020» в номинации «Телепрограмма».